# Rodrigo Caio
Rodrigo Caio Coquette Russo (Dracena, São Paulo, 17 de agosto de 1993) es un exfutbolista brasileño. Jugaba de defensa y desde mayo de 2025 es entrenador asistente del C. R. Flamengo.

## Carrera

### São Paulo Futebol Clube
Comenzó su carrera en 2005 a los 12 años en las categorías inferiores del São Paulo F. C. En la categoría Sub-15 ganó el campeonato paulista en 2007 y 2008, la Copa Nike de 2007 y una Copa São Paulo de juveniles.
Jugó su primer partido como profesional el 26 de junio de 2011 con 17 años, de la mano del técnico Paulo César Carpegiani. Ese año siguió participando en otros partidos con el primer equipo, y sus buenas participaciones le garantizaron quedarse en el primer equipo en 2012, empezando como improvisado lateral derecho aunque no fuera su posición. El 20 de marzo de 2013 marcó su primer gol, fue frente al São Bernardo FC en el Campeonato Paulista. Empezó como defensa central pero con el tiempo fue utilizado cada vez más como mediocentro defensivo.
El 12 de junio de 2015, con 21 años, el São Paulo F. C. hizo oficial su traspaso al Valencia C. F. de la Primera División de España a cambio de 12,5 millones de euros más 4 millones en variables, negociación llevada a cabo por su agente, Jorge Mendes, con Peter Lim, máximo accionista del Valencia C. F. En cambio el 29 de junio el club valencianista descartó fichar al futbolista tras hacerle diversas pruebas físicas y obtener tres informes desfavorables.

### Flamengo
El 29 de diciembre de 2018 el C. R. Flamengo hizo oficial su fichaje hasta diciembre de 2023.

## Selección nacional

### Selección brasileña sub-23
Fue convocado para disputar los Juegos Olímpicos de Río de Janeiro 2016. Disputó todos los partidos del Grupo A, en el cual su selección quedó en primer lugar con dos empates y una victoria. En cuartos se enfrentaron a Colombia.

## Estadísticas
| Club                | Temporada           | Campeonato nacional | Campeonato nacional | Copa nacional | Copa nacional | Campeonato internacional | Campeonato internacional | Campeonato estatal | Campeonato estatal | Otros torneos | Otros torneos | Total | Total |
| Club                | Temporada           | Part.               | Goles               | Part.         | Goles         | Part.                    | Goles                    | Part.              | Goles              | Part.         | Goles         | Part. | Goles |
| ------------------- | ------------------- | ------------------- | ------------------- | ------------- | ------------- | ------------------------ | ------------------------ | ------------------ | ------------------ | ------------- | ------------- | ----- | ----- |
| São Paulo F. C.     | 2011                | 8                   | 0                   | 0             | 0             | 0                        | 0                        | 0                  | 0                  | 0             | 0             | 8     | 0     |
| São Paulo F. C.     | 2012                | 7                   | 0                   | 3             | 0             | 1                        | 0                        | 9                  | 0                  | 0             | 0             | 20    | 0     |
| São Paulo F. C.     | 2013                | 36                  | 3                   | 0             | 0             | 10                       | 0                        | 11                 | 1                  | 6             | 0             | 63    | 4     |
| São Paulo F. C.     | 2014                | 8                   | 0                   | 4             | 0             | 0                        | 0                        | 13                 | 1                  | 1             | 0             | 26    | 1     |
| São Paulo F. C.     | 2015                | 24                  | 1                   | 5             | 0             | 3                        | 0                        | 4                  | 0                  | 0             | 0             | 36    | 1     |
| São Paulo F. C.     | 2016                | 20                  | 1                   | 1             | 1             | 13                       | 0                        | 12                 | 2                  | 0             | 0             | 46    | 2     |
| São Paulo F. C.     | 2017                | 33                  | 0                   | 6             | 0             | 2                        | 0                        | 11                 | 1                  | 0             | 0             | 52    | 1     |
| São Paulo F. C.     | 2018                | 6                   | 0                   | 6             | 1             | 1                        | 0                        | 10                 | 1                  | 0             | 0             | 23    | 2     |
| São Paulo F. C.     | Total               | 142                 | 5                   | 25            | 2             | 30                       | 0                        | 70                 | 6                  | 7             | 0             | 274   | 13    |
| Flamengo            | 2019                | 29                  | 2                   | 4             | 0             | 12                       | 1                        | 14                 | 1                  | 0             | 0             | 59    | 4     |
| Flamengo            | 2020                | 20                  | 0                   | 0             | 0             | 3                        | 0                        | 9                  | 0                  | 0             | 0             | 32    | 0     |
| Flamengo            | Total               | 49                  | 2                   | 4             | 0             | 15                       | 1                        | 23                 | 1                  | 0             | 0             | 91    | 4     |
| Total en su carrera | Total en su carrera | 191                 | 7                   | 29            | 2             | 45                       | 1                        | 93                 | 7                  | 7             | 0             | 365   | 17    |

## Palmarés

### Campeonatos regionales
| Título             | Club           | Estado         | Año  |
| ------------------ | -------------- | -------------- | ---- |
| Campeonato Carioca | C. R. Flamengo | Río de Janeiro | 2019 |
| Campeonato Carioca | C. R. Flamengo | Río de Janeiro | 2020 |
| Campeonato Carioca | C. R. Flamengo | Río de Janeiro | 2021 |

### Campeonatos nacionales
| Título              | Club           | País   | Año  |
| ------------------- | -------------- | ------ | ---- |
| Serie A             | C. R. Flamengo | Brasil | 2019 |
| Supercopa de Brasil | C. R. Flamengo | Brasil | 2020 |
| Serie A             | C. R. Flamengo | Brasil | 2020 |
| Supercopa de Brasil | C. R. Flamengo | Brasil | 2021 |
| Copa de Brasil      | C. R. Flamengo | Brasil | 2022 |

### Campeonatos internacionales
| Título              | Club (*)            | Sede            | Año  |
| ------------------- | ------------------- | --------------- | ---- |
| Copa Sudamericana   | São Paulo F. C.     | América del Sur | 2012 |
| Juegos Olímpicos    | Selección de Brasil | Río de Janeiro  | 2016 |
| Copa Libertadores   | C. R. Flamengo      | Lima            | 2019 |
| Recopa Sudamericana | C. R. Flamengo      | Río de Janeiro  | 2020 |
| Copa Libertadores   | C. R. Flamengo      | Guayaquil       | 2022 |

(*) Incluyendo la selección

### Distinciones individuales
| Distinción                                            | Año  |
| ----------------------------------------------------- | ---- |
| Mejor jugador del Torneo Esperanzas de Toulon de 2014 | 2014 |
| Miembro del Equipo Ideal de América                   | 2019 |